# 両弾一星
両弾一星（りょうだんいっせい、中国語: 两弹一星、拼音: Liǎngdàn Yìxīng）は中華人民共和国の核技術および宇宙技術の同時開発プロジェクトである。両弾は原子爆弾 (後に水素爆弾) と大陸間弾道ミサイル (ICBM)、一星は人工衛星を意味する。
中国は1964年に初の原爆実験、1967年には初の水爆実験を成功させ、さらに1970年には初の人工衛星東方紅1号の打ち上げに成功、1971年には初のICBMである東風5号の発射に成功した。
1999年、これらのプロジェクトに関与した23人の科学者に両弾一星功労勲賞 (中国語: 两弹一星功勋奖章) が授与された。

## 両弾一星功労勲章受章者
| 氏名               | 分野                          | 貢献                             | 出身校                                                       |
| ------------------ | ----------------------------- | -------------------------------- | ------------------------------------------------------------ |
| 陳芳允 (1916–2000) | 無線工学                      | 衛星                             | 西南聯合大学                                                 |
| 陳能寛 (1923–2016) | 金属物理 爆轟物理             | 原子爆弾および水素爆弾           | 西南交通大学 イェール大学                                    |
| 程開甲 (1918–2018) | 核物理学                      | 原子爆弾および水素爆弾           | 浙江大学 エディンバラ大学                                    |
| 鄧稼先 (1924–1986) | 核物理学                      | 原子爆弾および水素爆弾           | 西南聯合大学 パデュー大学                                    |
| 郭永懐 (1909–1968) | 航空力学                      | 原子爆弾、水素爆弾およびミサイル | 北京大学 トロント大学 カリフォルニア工科大学                 |
| 黄緯禄 (1916–2011) | サイバネティクス工学          | ミサイル                         | 南京大学 インペリアル・カレッジ・ロンドン                    |
| 彭桓武 (1915–2007) | 理論物理学                    | 原子爆弾および水素爆弾           | 清華大学 エディンバラ大学                                    |
| 銭驥 (1917–1983)   | 宇宙空間物理学                | 衛星                             | 南京大学                                                     |
| 銭三強 (1913–1992) | 核物理学                      | 原子爆弾および水素爆弾           | 清華大学 パリ大学 コレージュ・ド・フランス                   |
| 銭学森 (1911–2009) | 航空工学 サイバネティクス工学 | ロケット、ミサイルおよび衛星     | 上海交通大学 マサチューセッツ工科大学 カリフォルニア工科大学 |
| 任新民 (1915–2017) | 航空工学                      | ロケット、ミサイルおよび衛星     | 南京大学 重慶兵器学校 ミシガン大学                           |
| 孫家棟 (1929–)     | 航空工学                      | ミサイルおよび衛星               | ハルビン工業大学 ジューコフスキー空軍技術アカデミー          |
| 屠守鍔 (1917–2012) | 航空工学                      | ロケットおよびミサイル           | 西南聯合大学 マサチューセッツ工科大学                        |
| 王大珩 (1915–2011) | 光学                          | 原子爆弾および衛星               | 清華大学 インペリアル・カレッジ・ロンドン                    |
| 王淦昌 (1907–1998) | 核物理                        | 原子爆弾および水素爆弾           | 清華大学 フンボルト大学ベルリン                              |
| 王希季 (1921–)     | 宇宙技術                      | ロケットおよび衛星               | 西南聯合大学 バージニア工科大学                              |
| 呉自良 (1917–2008) | 化学冶金学                    | 原子爆弾                         | 国立西北工学院 カーネギーメロン大学                          |
| 楊嘉墀 (1919–2006) | 自動化                        | 衛星                             | 上海交通大学 ハーバード大学                                  |
| 姚桐斌 (1922–1968) | 航空宇宙材料技術              | ミサイルおよびロケット           | 西南交通大学 バーミンガム大学                                |
| 于敏 (1926–2019)   | 核物理学                      | 水素爆弾                         | 北京大学                                                     |
| 趙九章 (1907–1968) | 気象学 地球物理学             | 衛星                             | 清華大学 フンボルト大学ベルリン                              |
| 周光召 (1929–2024) | 理論物理学                    | 原子爆弾および水素爆弾           | 清華大学 北京大学                                            |
| 朱光亜 (1924–2011) | 核物理学                      | 原子爆弾および水素爆弾           | 西南聯合大学 ミシガン大学                                    |